# Basquetebol do Esporte Clube União Corinthians
O Basquetebol do Esporte Clube União Corinthians é o departamento de basquetebol do clube poliesportivo brasileiro de mesmo nome, sediado na cidade de Santa Cruz do Sul, no Rio Grande do Sul. Ele é mais conhecido como União Corinthians Basquete.

## Basquete masculino

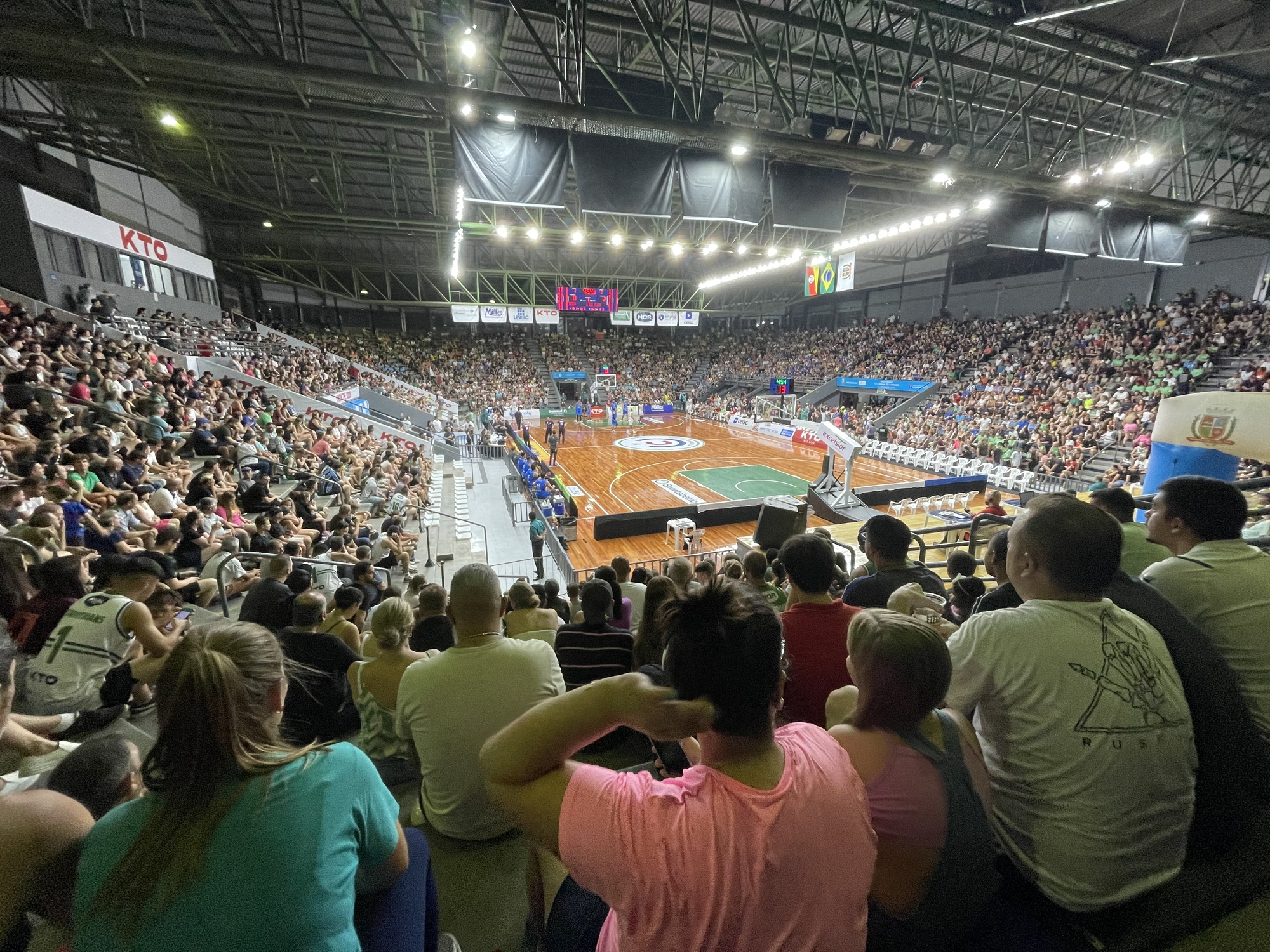
União Corinthians versus Rio Claro Basquete pelo Novo Basquete Brasil, no Complexo Poliesportivo Arno Frantz, em Santa Cruz do Sul, 2023

### O começo e as primeiras conquistas
Em 1939, o departamento de basquetebol é criado no Corinthians Sport Club. No dia 27 de maio de 1940, o Corinthians realizou a sua primeira partida intermunicipal de basquete, na cidade de Estrela, sendo vencedora a equipe local.
Em 1942, é realizado o primeiro campeonato citadino de basquete de Santa Cruz do Sul, o qual foi vencido pelo Corinthians em uma série de melhor de três partidas (venceu duas e perdeu uma). O título deu-lhe o direito a participar do Campeonato Estadual Masculino daquele ano (porém, realizado em janeiro de 1943), sagrando-se vice-campeão gaúcho. Em 1943, foi novamente campeão citadino. No Campeonato Estadual, o Corinthians terminou como vice-campeão, perdendo o título para o Internacional, de Porto Alegre, (o time da capital venceu por 76 x 23 no primeiro jogo e por 49 x 26 no segundo). Em 1951, o Corinthians sedia o primeiro campeonato estadual juvenil, sagrando-se campeão da competição. No ano de 1958, o Corinthians conquistou, de forma invicta, seu primeiro título estadual. A competição foi realizada no ginásio do clube e o Corinthians venceu todas as seis partidas que disputou.
Em 1983, o Corinthians sagrou-se novamente campeão gaúcho. Feito que seria repetido no ano seguinte, com uma vitória sobre a SOGIPA, em Porto Alegre, por 77 x 69. A conquista do Campeonato Estadual de 1984 possibilitou ao Corinthians representar o Rio Grande do Sul na Taça Brasil de Basquete, o Campeonato Brasileiro da época, que reunia as 16 melhores equipes do Brasil. Mesmo tendo participado pela primeira vez dessa competição, o Corinthians conseguiu colocar-se entre as oito melhores equipes do país.

### A era de ouro
Em 1990, o basquete masculino do Corinthians passa por uma grande injeção de investimento com o patrocínio da Arcal. Com isso, grandes nomes do basquete brasileiro como Marcel, Rolando e Ary Vidal desembarcaram em Santa Cruz. Sob o comando de Vidal, o Corinthians é campeão estadual e termina na terceira colocação no Campeonato Nacional de Basquete de 1991.
De 1991 a 1996, o Corinthians dominou o basquetebol gaúcho, sagrando-se campeão em todas as edições estaduais. O ápice viria no ano de 1994, quando o Corinthians conquistou o seu maior título da história: o Campeonato Nacional de 1994. Em jogos realizados no Ginásio Tesourinha, em Porto Alegre, o então Pitt/Corinthians derrotou a Sabesp/Franca. Os resultados foram:
Sabesp/Franca 95 x 92 Pitt/Corinthians - 11 de abril de 1994, em São Paulo
Sabesp/Franca 97 x 96 Pitt/Corinthians - 12 de abril de 1994, em São Paulo
Pitt/Corinthians 90 x 87 Sabesp/Franca - 15 de abril de 1994, em Porto Alegre
Pitt/Corinthians 99 x 98 Sabesp/Franca - 16 de abril de 1994, em Porto Alegre
Pitt/Corinthians 99 x 92 Sabesp/Franca - 17 de abril de 1994, em Porto Alegre
Com a conquista do título brasileiro, o Corinthians disputou dois torneios internacionais em 1994: o Campeonato Sul-Americano de Clubes Campeões, em Lima, no Peru, e a Copa América de Clubes Campeões (Pan-Americano de Clubes), em Córdoba, Argentina. Nas duas competições, obteve a 3.ª colocação.
Depois desse período, já com novo um patrocinador (Grendene), o Pony/Corinthians novamente participou da Copa América de Clubes, realizada em Santa Cruz do Sul, no ano de 1995, alcançando a 3.ª colocação. Na Copa América de Clubes de 1996, realizada em Franca, terminou na quinta posição. A nível nacional, chegou a mais duas finais de Campeonato Brasileiro. Em 1996, perdeu o playoff final para o Corinthians/Amway por 3 a 1. Já em 1997, foi suplantado pelo Franca/Cougar na disputada série decisiva por 3 a 2. Ainda no primeiro semestre de 97, o clube gaúcho participou do Sul-Americano de Clubes. Porém, devido ao conflito de datas com o playoff do Brasileiro, a equipe optou por abandonar o torneio continental durante a sua realização.

### O fim do profissionalismo
Depois dos vice-campeonatos brasileiros em 1996 e 1997, o Corinthians viu sua força se esvair pouco a pouco, até meados dos anos 2000, quando o time profissional masculino acabou sendo desativado.
Em 2012, o Corinthians acertou uma parceria com o FC Santa Cruz e disputou a Copa Brasil Sul, uma competição em nível regional, onde acabou na terceira colocação. Como somente campeão e vice avançavam para a etapa nacional, não conseguiu a classificação para a Supercopa Brasil, à época, uma divisão de acesso ao Novo Basquete Brasil, o que hoje representa o Campeonato Brasileiro, vencido pela Pitt/Corinthians em 1994. Após a Copa Brasil Sul de 2012, a parceria foi encerrada e o basquete de alto rendimento do clube desativado. 

### A retomada após a fusão
A retomada do basquete profissional começou em 2017, dois anos após a fusão do Clube União com o Corinthians Sport Club. O reinício foi promissor. Já em 2017, o União Corinthians chegou à decisão do campeonato estadual. Entretanto, foi derrotado pelo Caxias do Sul e ficou com o vice-campeonato. Em 2018, o União Corinthians garantiu o 13º título gaúcho (o primeiro com a nova nomenclatura), ao vencer o Sojão Basquete, de Santa Rosa, por 120 a 112, após duas prorrogações, além do vice na Copa do Brasil sub-21 e o 7º lugar na Liga de Desenvolvimento do Basquete (LDB), à época sub-20.

### Retorno à elite brasileira
Em 2021, o União Corinthians fez grande campanha e conquistou o título do Campeonato Brasileiro de Clubes da CBB, considerado um Campeonato Brasileiro da 2.ª Divisão, ao bater o Flamengo/Blumenau por 80 a 68. Com a conquista, o UniCo garantiu o direito de disputar o Novo Basquete Brasil, desde que atendesse as exigências da Liga Nacional de Basquete, como por exemplo apresentar garantias financeiras para jogar a competição. O clube conseguiu cumprir com todos os requisitos e foi confirmado na edição 2021-22 do NBB, retornando à elite do basquete brasileiro após 19 anos.

### Títulos
| Nacionais         | Nacionais                           | Nacionais | Nacionais                                                                     |
|                   | Competição                          | Títulos   | Temporada                                                                     |
| ----------------- | ----------------------------------- | --------- | ----------------------------------------------------------------------------- |
| Brasil            | Campeonato Brasileiro               | 1         | 1994                                                                          |
| Brasil            | Campeonato Brasileiro - 2.ª Divisão | 1         | 2021                                                                          |
| Estaduais         |                                     |           |                                                                               |
|                   | Competição                          | Títulos   | Temporada                                                                     |
| Rio Grande do Sul | Campeonato Gaúcho                   | 13        | 1958, 1983, 1984, 1990, 1991, 1992, 1993, 1994, 1995, 1996, 1999, 2001 e 2018 |

#### Outros torneios
- Campeonato Citadino de Santa Cruz do Sul: 18 vezes (1942, 1943, 1944, 1945, 1947, 1948, 1950, 1951, 1954, 1955, 1956, 1957, 1958, 1960, 1961, 1962, 1963 e 1965).
- Copa Centenário de Basquete Sul-Sudeste: 1996.
- Liga Municipal de Basquete: 2018.[19]

### Histórico no Campeonato Brasileiro
Campeonato Nacional de Basquete Masculino (1990-2008)

1990 - Não se classificou

1991 - 3º colocado

1992 - 5º colocado

1993 - 6º colocado

1994 - Campeão

1995 - 8º colocado

1996 - Vice-campeão

1997 - Vice-campeão

1998 - 10º colocado

1999 - 13º colocado

2000 - 14º colocado

2001 - Não se classificou

2002 - 14º colocado

2003 a 2008 - Não se classificou
Novo Basquete Brasil (2009-presente)

2009 a 2020/21 - Não se classificou

2021/22 - 16º colocado

### Rivalidade
O maior rival do Corinthians no basquete foi a Sociedade Ginástica, também de Santa Cruz do Sul, com a qual realizava o clássico "GI-CO".

## Basquete feminino
Em 1951, o Corinthians conquistou o título do primeiro torneio estadual de basquete feminino, realizado na quadra da SOGIPA em Porto Alegre. A equipe feminina do clube foi vice-campeã estadual em 1954 e representou o Rio Grande do Sul no VI Campeonato Brasileiro de Basquetebol Feminino.

## Honraria
O Corinthians foi o primeiro clube brasileiro a receber a Ordem de Honra ao Mérito da Confederação Brasileira de Basketball (CBB), em dezembro de 1955. Nesse mesmo ano o Corinthians possuía o terceiro maior ginásio do Brasil em se tratando de instalações.